# Siemens & Halske Sh 6

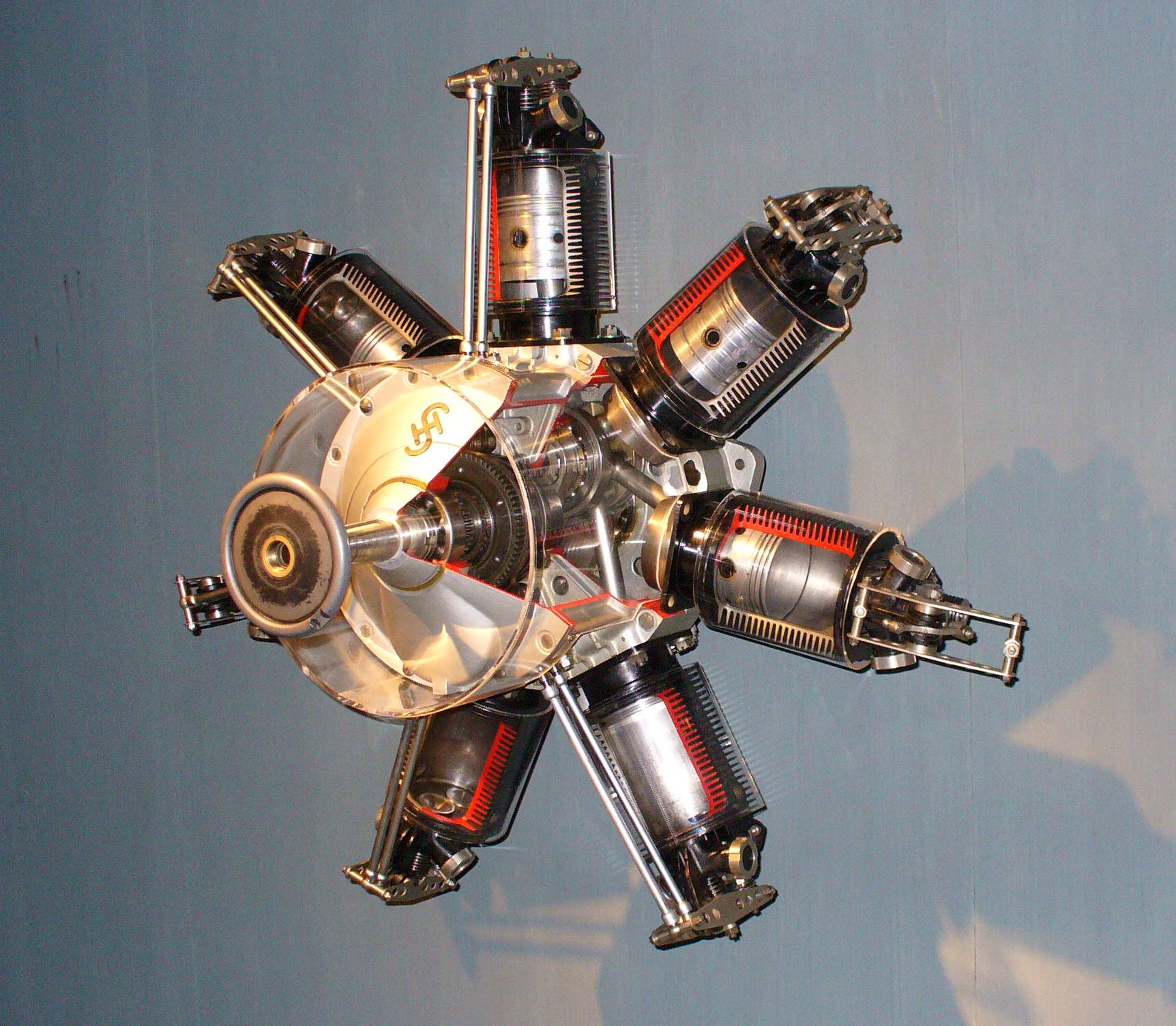
Schnittmodell eines Sh 5, dem siebenzylindrigen Pendant des Sh 6

Der Siemens & Halske Sh 6 war ein in der Zeit der Weimarer Republik entwickelter Flugmotor von Siemens & Halske in Berlin-Siemensstadt.

## Entwicklung
Nach dem Ende des Ersten Weltkriegs gab Siemens & Halske aufgrund der Beschränkungen der Siegermächte die Produktion von Umlaufmotoren auf und schwenkte auf den Bau von leistungsverminderten, feststehenden Sternmotoren um. 1921 erschien mit dem fünfzylindrigen Sh 4 das erste derartige Modell. Daraus wurde 1923 der Sh 5 mit sieben sowie der Sh 6 mit neun Zylindern abgeleitet, die beide zur Verbesserung von Gemischverteilung und Laufsicherheit im Gegensatz zum Sh 4 mit zwei Vergasern ausgestattet waren. Während aber vom Sh 5 etwas über 100 Einheiten produziert wurden, wurde die Fertigung des Sh 6 bereits nach etwa zehn Exemplaren eingestellt. Dementsprechend klein war das Einsatzspektrum: Drei Stück dienten als Antrieb für die Udet U 8, ein Triebwerk wurde in einer Heinkel HE 3 verwendet.

## Aufbau
In den Baureihen Sh 4, Sh 5 und Sh 6 wurden weitestgehend einheitliche Elemente verwendet. Das betraf die Zylinder, Kolben, Ventile, Pleuelstangen, Kurbelwellen, Ölpumpen, Stößel, Stoßstangen und Kipphebel. Die Zylinder bestanden aus Stahl mit Rippen aus Aluminium und waren mit einem Auslassventil vorn und einem Einlassventil auf der hinteren Seite versehen. Zur Zündung dienten Siemens-Magneten Type F 9. Die Ventile wurden durch eine im Vordergehäuse befindliche Nockentrommel gesteuert. Stößel, Stoßstangen, Kipphebel und die Kurbelwelle liefen in Kugellagern, ebenso die Hauptpleuelstange, während es bei den Nebenstangen Gleitlager waren.

## Technische Daten
| Kenngröße              | Daten                                          |
| ---------------------- | ---------------------------------------------- |
| Hersteller             | Siemens & Halske                               |
| Entwicklungsland       | Deutsches Reich                                |
| Entwicklungsjahr       | 1923                                           |
| Stückzahl              | ca. 10                                         |
| Bauform                | luftgekühlter Neunzylinder-Viertakt-Sternmotor |
| Bohrung                | 100 mm                                         |
| Hub                    | 120 mm                                         |
| Hubraum                | 8,5 l                                          |
| Verdichtungsverhältnis | 1:4,7                                          |
| Länge                  | 814 mm                                         |
| Breite                 | 1000 mm                                        |
| Höhe                   | 1000 mm                                        |
| Masse                  | 145 kg                                         |
| Einheitsmasse          | 1,46 kg/PS                                     |
| Dauerleistung          | 99 PS (73 kW) bei 1500/min                     |
| Startleistung          | 110 PS (81 kW) bei 1600/min                    |
| Hubraumleistung        | 12,9 PS/l (9,5 kW/l)                           |
| Kraftstoffverbrauch    | 250 g/PSh (maximal 280 g/PSh)                  |
| Schmierstoffverbrauch  | 12–15 g/PSh (maximal 25 g/PSh)                 |